# Butoujiang
Butoujiang (kinesiska: 步头降, 步头降苗族乡) är en socken i Kina. Den ligger i provinsen Hunan, i den södra delen av landet, omkring 370 kilometer väster om provinshuvudstaden Changsha. Antalet invånare är 10555. Befolkningen består av 4 876 kvinnor och 5 679 män. Barn under 15 år utgör 16,0 %, vuxna 15-64 år 71 %, och äldre över 65 år 11,0 %.
Genomsnittlig årsnederbörd är 1 671 millimeter. Den regnigaste månaden är maj, med i genomsnitt 276 mm nederbörd, och den torraste är december, med 46 mm nederbörd.